# Elfi von Dassanowsky
Elfi von Dassanowsky (2 de febrero de 1924 – 2 de octubre de 2007) fue una cantante, pianista, productora cinematográfica y benefactora de origen austriaco.

## Biografía
Su verdadero nombre era Elfriede Maria Elisabeth Charlotte Dassanowsky, y nació en Viena, Austria, siendo sus padres Franz Leopold von Dassanowsky, un funcionario del Ministerio de Comercio de Austria, y Anna Grünwald. Su padre conoció en los años 1920 al escritor Hermann Broch, miembro de la café society vienesa, y fue una de las inspiraciones para el personaje de Herr von Pasenow en la novela de Broch Die Schlafwandler.
Pianista prodigio a los 5 años de edad, Elfi estudió en el Instituto "Englische Fräuleins" de Viena y, con 15 años, fue la mujer más joven admitida en la Universidad de Música y Arte Dramático de Viena, protegida del concertista de piano Emil von Sauer. Siendo estudiante, el director cinematográfico Karl Hartl la eligió para instruir a Curd Jürgens al piano, a fin de que él pudiera tocar el instrumento en pantalla en una biografía de Mozart rodada por Hartl y en un musical de Willi Forst (Jürgens pudo también aprovechar la experiencia en 1971 en el film The Mephisto Waltz). Pero los estudios y la carrera incipiente de Dassanowsky se vieron frenados cuando rechazó formar parte de diversas organizaciones nazis. Aun así, los poderosos estudios de Berlín Universum Film AG le propusieron un contrato en 1944, oferta que ella declinó aceptar.

## Carrera
En 1946, von Dassanowsky hizo su debut en la ópera interpretando a Susanna en la obra de Mozart Las bodas de Fígaro, representada en el Stadttheater St. Pölten, y actuó en conciertos para la Fuerza Expedicionaria Aliada. Fue una de las pocas mujeres, y a los 22 años una de las más jóvenes, en ser cofundadora de un estudio cinematográfico—Belvedere Film—la primera compañía de la Viena de la posguerra. Junto a sus socios August Diglas y Emmerich Hanus, el estudio creó clásicos en lengua alemana como Die Glücksmühle (1946), Dr. Rosin (1949) y Märchen vom Glück (1949), y dio a Gunther Philipp, Oskar Werner y Nadja Tiller sus primeros papeles en el cine.
Von Dassanowsky trabajó en óperas, operetas, dramas y comedias teatrales, colaboró en el inicio de varios grupos teatrales, fue locutora de la emisora de radio de las Fuerzas Aliadas y de la BBC, viajó por Alemania Occidental participando en un show en solitario, y dio clases de voz y piano. En ese período Dassanowsky fue también modelo del pintor austriaco Franz Xaver Wolf (1896–1990), cuyo trabajo con la imagen de la artista se conserva en museos y colecciones privadas. Con el director artístico Federico Pallavicini estimuló el lanzamiento de un número de la revista Flair (editada por Fleur Cowles) dedicado a las artes en la Viena de la posguerra, pero la publicación no llegó a la imprenta. Experta en la técnica pianística de Ignace Paderewski, su pedagogía musical continuó en los años 1950 en Canadá y Nueva York, donde ella se casó y tuvo un hijo y una hija. Divorciada a finales de los años 1970, y aunque nunca volvió a casarse, tuvo una breve relación con el escritor y actor Heinrich Starhemberg (también conocido como Henry Gregor, 1934–1997) desde mediados los años 1990 hasta la muerte de él.
En el Hollywood de los años 1960 ella prefirió trabajar tras la cámara, siendo profesora de voz para el director Otto Preminger. Nacionalizada estadounidense en 1962 y empresaria de éxito en Los Ángeles, en 1999 restableció Belvedere Film como una compañía productora con base en Los Ángeles y Viena, todo ello en colaboración con su hijo, Robert Dassanowsky. Ella fue productora ejecutiva del corto dramático Semmelweis (2001), de la comedia Wilson Chance (2005), y de otros varios trabajos que se encontraban en desarrollo en el momento de su muerte, entre ellos el documental Felix Austria! (2013) y una adaptación a la pantalla de la novela Mars im Widder, de Alexander Lernet-Holenia.
Elfi von Dassanowsky es la única austriaca que ha recibido el prestigioso Living Legacy Award del Centro Internacional de la Mujer. También ha sido honrada con la Medalla Mozart de la Unesco, la Orden al Mérito de la República Austriaca, la francesa Orden de las Artes y las Letras, y la Medalla de Honor del Filmarchiv Austria, entre otros premios. Además habría sido nominada para recibir el Premio al Sustento Bien Ganado a finales de los años 1990.

## Fallecimiento
Se encontraba en Hawái en julio de 2007, cuando sufrió una grave embolia. Fue llevada al Queens Hospital de Honolulu, donde hubieron de amputar parte de su pierna izquierda. En principio se recuperaba bien haciendo rehabilitación en Los Ángeles, y se esperaba que continuara con su labor cinematográfica y su promoción de la UNESCO. Sin embargo, Dassanowsky falleció el 2 de octubre de 2007 en Los Ángeles, California, a causa de un falo cardiaco. Fue enterrada en el Cementerio central de Viena de Viena el 25 de julio de 2008.

## Selección de su filmografía
- 1946: Symphonie in Salzburg (Documental)
- 1947: Kunstschätze des Klosterneuburger Stiftes (Documental)
- 1947: Die Glücksmühle
- 1947: Die vertauschten Ehemänner
- 1948: Der prämierte Leberfleck
- 1949: Doktor Rosin
- 1949: Küss mich Casanova
- 2001: Semmelweis (cortometraje)
- 2005: Wilson Chance
- 2013: Felix Austria! (Documental)

## Premios
Dassanowsky es la única austriaca en ganar el Living Legacy Award del Women's International Center en 2000.
Otros premios:
- 1990: Dipl. Academia Culturale d'Europa, Italia
- 1991: Orden al Mérito de la República Austriaca
- 1996: Medalla de Honor de la Ciudad de Viena
- 1996: Certificado de honor de la ciudad de Los Ángeles y del estado de California; el Senado de California declaró el 2 de febrero de 1996 como el Día Elfi von Dassanowsky
- 1997: Medalla Mozart de la Unesco
- 1998: Medalla de Honor del Filmarchiv Austria
- 1998: Título de „Profesora“ concedido por el Presidente de Austria, Thomas Klestil
- 2001: Nombramiento como caballero de la Orden de las Artes y las Letras de Francia
- 2002: Medalla al Mérido de la Ciudad de Viena
- 2005: Medalla de Plata de la Federación Mundial de Expatriados Austriacos